# Cyrtodactylus jaegeri
Espèce
Cyrtodactylus jaegeri est une espèce de geckos de la famille des Gekkonidae.

## Répartition
Cette espèce est endémique de la province de Khammouane au Laos.

## Étymologie
Cette espèce est nommée en l'honneur de Peter Jäger.

## Publication originale
- Luu, Calame, Bonkowski, Nguyen & Ziegler, 2014 : A new species of Cyrtodactylus (Squamata: Gekkonidae) from Khammouane Province, Laos. Zootaxa, no 3760 (1), p. 54–66.